# 370-ті до н. е.

## Події
- правління в Спарті царя Агесілая II;